# Doljești
Doljești es una comuna ubicada en el distrito de Neamț, Rumania.

## Superficie
Posee una superficie de 34,70 kilómetros cuadrados.

## Demografía
Hasta 2021 la población era de 5735 habitantes, con una densidad de población de 165,3 habitantes por kilómetro cuadrado.